# Tomáš Holland, 2. hrabě z Kentu
Tomáš Holland, 2. hrabě z Kentu, 3. baron Holand (1350/1354 – 25. dubna 1397) byl anglický šlechtic a rádce svého polorodého bratra Richarda II.

## Rodina a dětství
Tomáš Holland (nebo de Holand) se narodil v Upholandu, Lancashire v roce 1350 nebo 1354 (zdroje se v údaji o jeho narození liší). Byl nejstarším synem Tomáše Hollanda a Jany z Kentu. Jeho matka byla dcerou Edmunda z Woodstocku a Markéty Wakeové. Edmund byl synem krále Eduarda I. a jeho druhé manželky Markéty Francouzské. Edmund tak byl nevlastním bratrem anglického krále Eduarda II.
Tomášův otec zemřel 28. prosince 1360, Tomáš se tak stal baronem Holandu. Jeho matka zůstala vládnoucí hraběnkou Kentu a v roce 1361 se provdala za černého prince Eduarda, syna Eduarda III.

## Vojenská kariéra
Ve svých šestnácti letec, v roce 1366, byl Holland jmenován kapitánem anglických sil v Akvitánii. V průběhu příštího desetiletí bojoval v různých taženích, včetně bitvy u Nájery, pod velením svého nevlastního otce Eduarda. V roce 1375 se stal rytířem Podvazkového řádu.
Richard II. se stal v roce 1377 králem, a Holland brzy získal na svého mladšího nevlastního bratra velký vliv, kterého využil pro své vlastní obohacení. V roce 1381 se stal hrabětem z Kentu.

## Pozdější roky a smrt
Před svou smrtí byl Holland jmenován guvernérem hradu Carisbrooke. Zemřel 25. dubna 1397 na hradě Arundel v Sussexu, Anglii.

## Manželství a potomci
Holland se 10. dubna 1364 oženil s Alicí FitzAlanovou, dcerou Richarda FitzAlana, 10. hraběte z Arundelu a jeho manželky Eleonory z Lancaseru. Lady Alice byla později jmenována dámou podvazkového řádu. Se svou manželkou měl Tomáš tři syny a šest dcer. Všichni synové zemřeli bez legitimních potomků, načež dcery a jejich potomci se stali dědici rodu Hollandů.

### Synové
1. Tomáš Holland, 1. vévoda ze Surrey, nejstarší syn a dědic, zemřel bezdětný.
2. Edmund Holland, 4. hrabě z Kentu, dědic staršího bratra. Neměl žádné manželské děti, měl však nemanželskou dceru se svou milenkou, Konstancií z Yorku.
3. Jan Holland, zemřel bezdětný.

### Dcery
1. Aliénor Hollandová, poprvé se provdala za Rogera Mortimera, 4. hraběte z March, podruhé za Edwarda Charletona, 5. barona Cherletona.
2. Jana Hollandová, poprvé se provdala za Edmunda z Langley, podruhé za Williama Willoughbyho, 5. barona Willoughby de Eresby. Jejím třetím manželem byl Henry Scrope, 3. Baron Scrope z Mashamu a čtvrtým byl sir Henry Bromflete.
3. Markéta Hollandová, poprvé se provdala za Jana Beauforta, 1. hraběte ze Somersetu a podruhé za Tomáše z Lancasteru, 1. vévodu z Clarence.
4. Alžběta Hollandová, manželka sira Jana Nevilla.
5. Eleonora Hollandová, manželka Tomáše Montagu, 4. hraběte ze Salisbury.
6. Bridget Hollandová, která se stala jeptiškou.